# Mick Goodrick
Mick Goodrick (Sharon (Pennsylvania), 9 juni 1945 – Boston (Massachusetts), 16 november 2022) was een Amerikaanse jazzgitarist en docent, die het grootste deel van zijn carrière als leraar heeft doorgebracht. Begin jaren 1970 werkte hij samen met Gary Burton en Pat Metheny.

## Biografie
Goodrick begon op 11-jarige leeftijd gitaar te spelen onder invloed van de zomerkampen van Stan Kenton en studeerde tot 1967 aan het Berklee College of Music, waar hij ook lesgaf. Zijn eerste opnamen werden gemaakt in Chicago in 1970, toen hij speelde met Woody Herman and His Orchestra (Woody, Cadet Records). Van 1973 tot 1976 werkte hij samen met de vibrafonist Gary Burton, met wie hij ook verschillende albums opnam, zoals The New Quartet en In The Public Interest. Sindsdien heeft Goodrick lesgegeven aan het Berklee College en het New England Conservatory en trad hij slechts sporadisch op als muzikant. In 1985 toerde hij met Charlie Haden's Liberation Orchestra en eind jaren 1980 werkte hij samen met Jack DeJohnette's Special Edition. Hij was ook de sideman van Pat Metheny, John Scofield, Paul Motian, Dewey Redman, John Abercrombie, Dave Liebman, Joe Diorio, Steve Swallow, Mika Pohjola en anderen.
Goodrick bracht in de jaren 1970 verschillende albums uit onder zijn eigen naam. Op het gebied van jazz was hij volgens Tom Lord tussen 1977 en 2009 betrokken bij 65 opnamesessies, naast de eerder genoemde uit de jaren 1990 ook met Jim Hall, Harvie Swartz, Claudio Fasoli, Kent Sangster, Jerry Bergonzi, Hal Crook, Wolfgang Muthspiel, Greg Hopkins, Ed Byrne, Lello Molinari, Dan Wall, Vardan Ovsepian, Dominique Eade en in de formatie Three Play + (American Waltz, inclusief Phil Grenadier en George Garzone). Zijn boek The Advancing Guitarist wordt beschouwd als een standaardwerk voor gitaristen. Dit boek heeft een andere benadering dan andere gitaarliteratuur. Zijn driedelige Mr.Goodchord’s Almanac of Guitar Voice-Leading for the Year 2001 and Beyond werd tussen 2001 en 2007 gepubliceerd. Samen met Tim Miller schreef hij het leerboek Creative Chordal Harmony for Guitar: Using Generic Modality Compression (Berklee Press/Hal Leonard 2012).
Goodrick overleed op 77-jarige leeftijd aan COVID-19. Onlangs was bij hem ook de ziekte van Parkinson vastgesteld.

## Discografie

### Als leader
- 1979: In Pas(s)ing (ECM)
- 1990: Biorhythms (CMP)
- 1993: Rare Birds met Joe Diorio (RAM)
- 1994: Sunscreams (RAM)
- 1996: In the Same Breath (CMP)

### Als sideman
Met Gary Burton
- 1973: The New Quartet (ECM)
- 1974: Ring (ECM)
- 1974: Seven Songs for Quartet and Chamber Orchestra (ECM)
- 1974: In the Public Interest (Polydor)
- 1976: Dreams So Real (ECM)

Met Jack DeJohnette
- 1974: Sorcery (Prestige Records)
- 1987: Irresistible Forces (Impulse! Records)
- 1988: Audio-Visualscapes (Impulse! Records)

Met Claudio Fasoli
- 1990: Bodies (Innowo)
- 1993: Cities (RAM)
- 1995: Ten Tributes (RAM)
- 1999: Trois Trios (Splasc(H))

Met Charlie Haden
- 1983: The Ballad of the Fallen (ECM)
- 1990: Dream Keeper (DIW Records)
- 1999: The Montreal Tapes: Liberation Music Orchestra (Verve Records)

Met anderen
- 1970: Woody Herman, Woody (Cadet)
- 1974: Michael Gibbs, In the Public Interest (Polydor)
- 1983: Con Brio, Con Brio (Plug)
- 1987: Con Brio, The Ray (Not Fat)
- 1989: Aydin Esen, Pictures (Bellaphon)
- 1989: Gary Thomas, By Any Means Necessary (JMT)
- 1990: Harvie Swartz, In a Different Light (Bluemoon)
- 1990: Pino Daniele, Un Uomo in Blues (CGD)
- 1991: Jim Hall, Live at Town Hall (Musicmasters)
- 1991: Pino Daniele, Sotto 'O Sole (CGD)
- 1992: Harvie Swartz, Arrival (RCA)
- 1994: Laszlo Gardony, Breakout (Avenue Jazz)
- 1996: Mika Pohjola, Myths & Beliefs (GM)
- 1997: Hal Crook, Hero Worship (RAM)
- 1997: Steve Swallow, Deconstructed (Xtra Watt)
- 1998: Jerry Bergonzi, On Again (RAM)
- 1999: Dominique Eade, The Long Way Home (RCA Victor)
- 2000: Dan Wall, On the Inside Looking In (Double-Time)
- 2000: Steve Swallow, Always Pack Your Uniform on Top (Xtra Watt)
- 2002: John Abercrombie, Noisy Old Men (Jam)
- 2004: Bruno Raberg, Chrysalis (OrbisMusic)
- 2010: Wolfgang Muthspiel, Live at the Jazz Standard (Material)
- 2013: Charlie Mariano, Somewhere, Out there (New Edition)

- Bibsys: 1071775
- Bibliothèque nationale de France: cb139221965 (data)
- CiNii: DA17734949
- Gemeinsame Normdatei: 134387953
- International Standard Name Identifier: 0000 0001 1439 8062
- Library of Congress Control Number: nr91038023
- MusicBrainz: fc8ae892-5b1f-4af2-acf6-f7bc34594124
- Bibliotheek van het Japanse parlement: 001116330
- Nationale Bibliotheek van Tsjechië: xx0120581
- Nationale Bibliotheek van Israël: 987007396887805171
- Nederlandse Thesaurus van Auteursnamen: 074368559
- Réseau des bibliothèques de Suisse occidentale: 02-A006101293
- Système universitaire de documentation: 244131457
- Virtual International Authority File: 24789023
- WorldCat: E39PBJyMmBMHc4CtRy4tJ6wBfq